# Pseudotatia parva
Pseudotatia parva — єдиний вид роду Pseudotatia з підродини Auchenipterinae родини Auchenipteridae ряду сомоподібних.

## Опис
Загальна довжина досягає 4,6 см. Голова конусоподібна, коротка. Очі середнього розміру. Біля морди тягнуться 3 пари доволі довгих вусів. Тулуб масивний, широкий. Спиний плавець маленький, витягнутий догори, з короткою основою. Грудні плавці широкі, але невеличкі. Трохи менші за них черевні плавці. Жировий плавець вкрай крихітний. Анальний плавець помірно високий, дуже довгий. Хвостовий плавець доволі короткий, широкий, розрізаний.

## Спосіб життя
Біологія досліджена недостатньо. Зустрічається у прісних водоймах. Є демерсальною рибою. Живиться дрібними водними безхребетними.

## Розповсюдження
Є ендеміком річки Сан-Франсиску (Бразилія).